# Святославка (Белгородская область)
Святосла́вка — село в Ракитянском районе Белгородской области. Входит в состав Илек-Кошарского сельского поселения.

## География
Площадь — 171 га.

## История
Основанием своим село, вероятно, обязано переселенцам Правобережной Украины, пришедшим сюда в конце 17 — начале 18 вв., однако точная дата возникновения не установлена.
По рассказам старожилов, основателем села был Святослав Недосеков, по имени которого и получило село своё название.
Однако, по данным канцелярии Курской губернии за 1862 г., Святославка — более позднее, а прежнее — «владельческая деревня Новоселовка при ставке Новоселовке», имевшая всего 80 дворов с числом душ мужского пола — 253, женского — 226. Рядом расположена деревня Новоясеновка (в 1862 г. -«..владельческая деревня Новоясеново (прежнее название Шмидово) при пруде Огонкове при 30 дворах, 107 душ мужского пола и 94 женского…»). Своим вторым названием — Шмидово — село обязано управляющему Евграфу Федоровичу Шмидту. Имелось и третье название — Ириновка. В честь княгини Ирины Юсуповой.
Село славилось выращиванием племенных швейцарских коров, дававших по 50 литров молока. В 1895 г. в с. Святославка проживало 1049 человек (545 мужчин и 504 женщины), в Новоясеновке — 437 жителей (220 мужчин и 217 женщин).
В 1900 г. открыта трехклассная школа. В 1913 году число грамотных в селе составляло 13 % от общего населения, что являлось достаточно высоким уровнем. Революционные события 1905 г. не минули и с. Святославку. Крестьяне начали тайно собираться на сходки, а также разбирали хлеб, скот, самовольно рубили лес. Пропагандой революционных идей занимался учитель Галицкий В. Г., позже арестованный и сосланный в Сибирь.
В декабре 1917 г. в селе была установлена советская власть (первый председатель сельсовета — Путивцев Н. П.). Административно с. Святославка в 20-е годы относилось к Краснояружской волости Грайворонского уезда Курской области.
В октябре 1925 г. закончила свою работу комиссия по уточнению границ РСФСР, БССР, УССР. По предложению этой комиссии территория Краснояружского района, в том числе и с. Святославка, отошла к Украине (Харьковская область).
В 1928 г. территория района отошла к Центрально-Чернозёмной области с центром в г. Воронеже.
В 1927 г. начали создаваться ТОЗы. Первое товарищество было организовано на х. Хорьков (хутор образован в 1925 г. из жителей села). Председателем ТОЗа был избран Недосеков Н. П. В этом же году возник второй хутор — Луч из жителей с. Мокрушино. В 1929 г. в селе образован колхоз.
В 1927 г. создана комсомольская организация (секретарь Сечной Г. В).
В 1918 г. в с. Святославка открылась начальная школа с 4-летним обучением — первая трудовая советская школа, которая в 1932 г. была реорганизована в семилетнюю школу, где обучалось 150 учащихся.
В 1926 г. в селе открыта изба-читальня (заведующий Святченко П. Д.) В 1930 г. открыт сельский клуб. При клубе работала библиотека с книжным фондом до 300 экземпляров (заведующий Святченко И. С.).
С конца октября 1941 г. по 23.02.1943 г. Святославка была оккупирована немецко-фашистскими войсками. На фронтах Отечественной войны погибло свыше 200 жителей села. Уроженцу д. Новоясеновка Добродомову Г. С. посмертно присвоено звание Героя Советского Союза.

## Население
| 1862 | 1895  | 2002 | 2010 |
| ---- | ----- | ---- | ---- |
| 479  | ↗1049 | ↘402 | ↘345 |

## Инфраструктура
В селе имеются основная общеобразовательная школа, медпункт, Дом культуры, библиотека.